# Sjouke
Sjouke is een Friese jongensnaam. De naam komt ook als meisjesnaam voor, echter vaker in de vorm Sjoukje.  Sjouke is een verkorting van Sieuwerd dat is samengesteld uit sig (zege, overwinning) en ward (wachter, hoeder).  In 2014 hadden 1153 mensen Sjouke als eerste naam, en 518 als volgnaam. De naam werd vooral in de twintigste eeuw vaak gegeven. 

## Bekende naamdragers
- Sjouke Blankstein - Nederlands politicus
- Sjouke Heins - Nederlands kunstschilder
- Sjouke Jonker - Nederlands journalist en politicus
- Sjouke Joustra - Nederlandse loods, schrijver en raadslid
- Sjouke Tel - Nederlandse atleet
- Sjouke Westra - Nederlands schaatser
- Sjouke Wijnsma - Nederlands predikant

als meisjesnaam
- Sjoukje